# Bolimowsko-Radziejowicki z doliną środkowej Rawki Obszar Chronionego Krajobrazu (województwo mazowieckie)

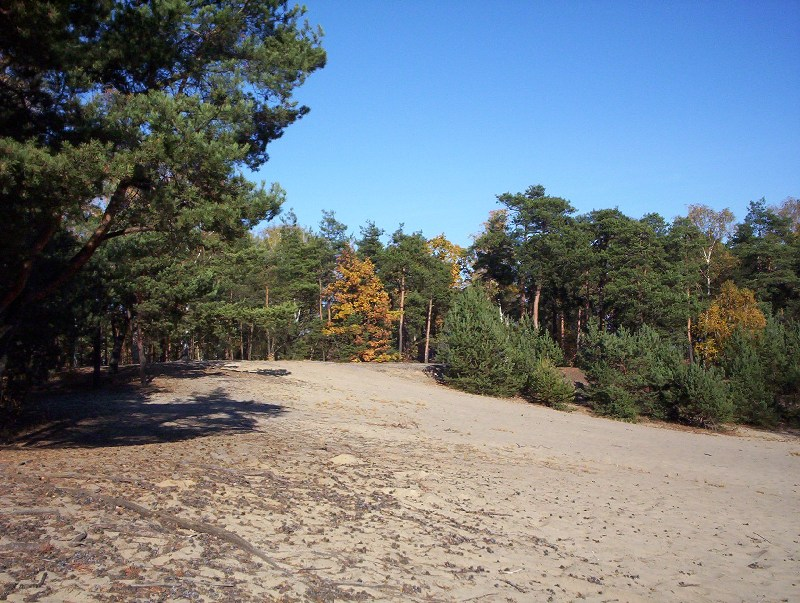
Wydmy w Międzyborowie na terenie obszaru chronionego krajobrazu

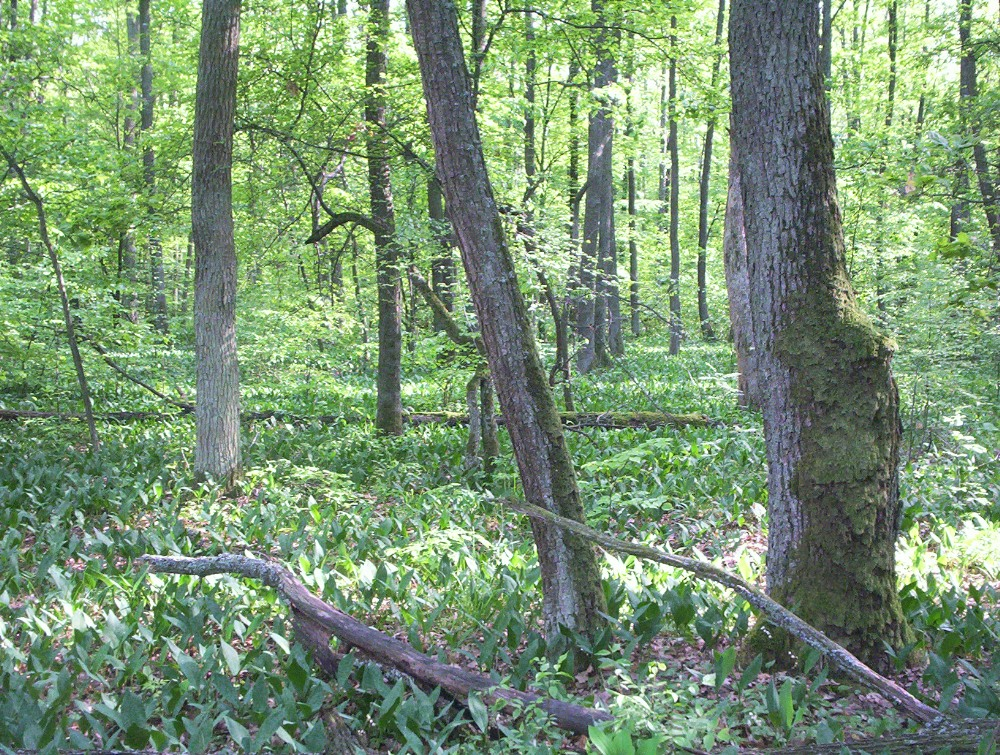
Rezerwat przyrody Dąbrowa Radziejowska

Bolimowsko-Radziejowicki z doliną środkowej Rawki Obszar Chronionego Krajobrazu – obszar chronionego krajobrazu o całkowitej powierzchni 25 753 ha, położony na części obszaru gmin Jaktorów, Mszczonów, Puszcza Mariańska, Radziejowice i Wiskitki w województwie mazowieckim. Obejmuje tereny chronione ze względu na wyróżniający się krajobraz o zróżnicowanych ekosystemach, wartościowe ze względu na możliwość zaspokajania potrzeb związanych z turystyką i wypoczynkiem, a także pełnioną funkcją korytarzy ekologicznych.
W skład obszaru wchodzą m.in. rezerwaty przyrody Grądy Osuchowskie, Dąbrowa Radziejowska i Stawy Gnojna im. rodziny Bieleckich, a także część otuliny Bolimowskiego Parku Krajobrazowego.

## Historia
Obszar został ustanowiony na mocy uchwały Nr XIV/93/86 Wojewódzkiej Rady Narodowej w Skierniewicach z dnia 26 września 1986 r., a następnie istniał na mocy rozporządzenia 
Wojewody Skierniewickiego z 1997 r. Obszar chroniony pierwotnie obejmował także tereny położone na części obecnego województwa łódzkiego w otulinie Bolimowskiego Parku Krajobrazowego (cały obszar chronionego krajobrazu znajdował się wówczas na terenie województwa skierniewickiego). Po reformie administracyjnej w 1999 r. rozporządzenie Wojewody Skierniewickiego początkowo nadal pozostawało w mocy. Jednakże w 2006 roku Wojewoda Mazowiecki wydał nowe rozporządzenie, które ustanowiło na nowo granice obszaru chronionego w zakresie, w jakim obszar ten leżał na terenie województwa mazowieckiego. Na obszarze województwa łódzkiego – wobec niewydania nowego aktu prawnego regulującego kwestię tego obszaru chronionego – wciąż obowiązuje pierwotne rozporządzenie Wojewody Skierniewickiego (zob. Bolimowsko-Radziejowicki z doliną środkowej Rawki Obszar Chronionego Krajobrazu w województwie łódzkim).